# Akt założenia i organizacji Biblioteki publicznej w Poznaniu
Akt założenia i organizacji Biblioteki publicznej w Poznaniu – zabytek polskiego piśmiennictwa w formie zeszytu, stanowiący jeden z najcenniejszych zabytków w zbiorach Biblioteki Raczyńskich w Poznaniu, a dotyczący założenia i funkcjonowania tej instytucji.

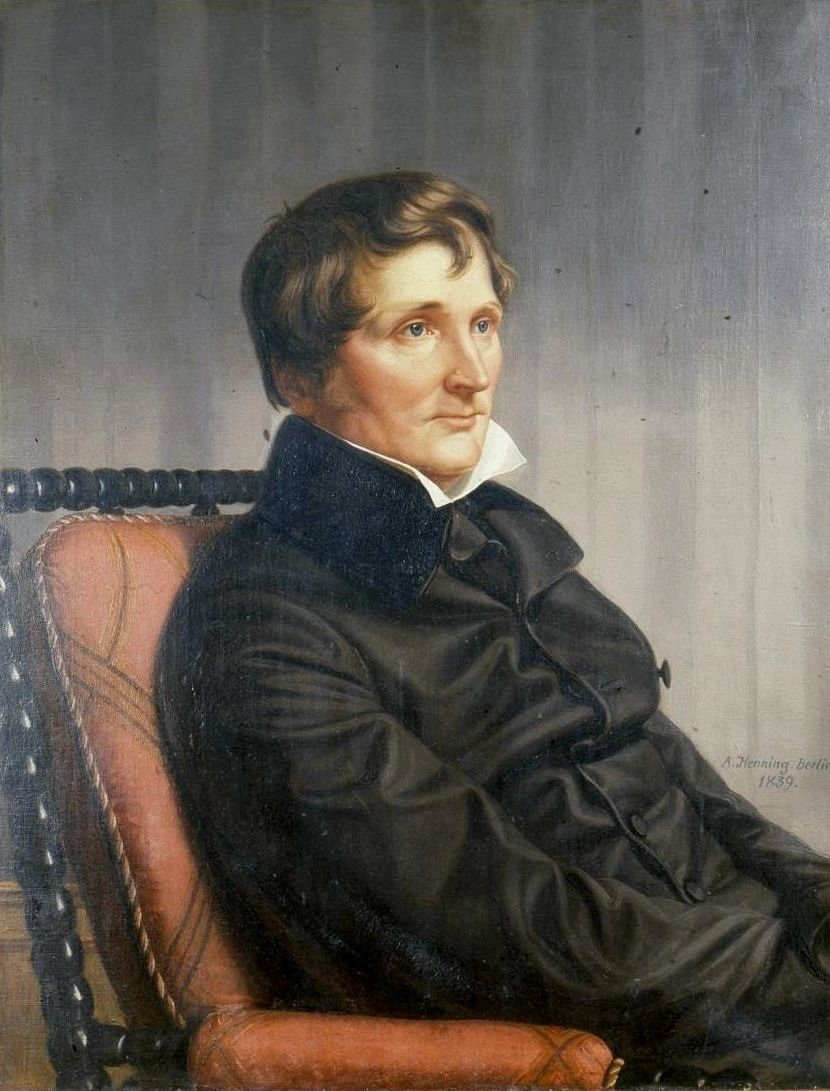
Edward Raczyński – twórca Aktu

Oryginał z 1829, przedłożony do akceptacji królowi Prus nie zachował się. Zniszczenia II wojny światowej przetrwała rękopiśmienna kopia z tego samego czasu o formacie 22,5 na 19 cm, podpisana przez Edwarda Raczyńskiego, z naniesionymi przezeń odręcznymi poprawkami. Wersja ostateczna składa się z 58 paragrafów, uporządkowanych w pięciu działach:
- Dział I (Założenie i uposażenie Biblioteki). Dotyczy powołania książnicy, źródeł jej finansowania, sposoby honorowania darczyńców, zasady korzystania, a także warunki, że na gmachu widnieć ma napis Biblioteka Raczyńskich, a zarząd posługiwać się będzie pieczęcią z herbem Raczyńskich.
- Dział II (Kuratoria czyli zwierzchność Biblioteki). Określał prawa oraz obowiązku zarządu instytucji.
- Dział III (Urzędnicy Biblioteki). Regulował funkcjonowanie pracowników książnicy: bibliotekarza, murgrabiego i klucznika (odźwiernego). Ustalał ich obowiązki, wysokość płac, prawo do nieodpłatnego zamieszkiwania na terenie gmachu. Stanowisko bibliotekarza ustalał jako dożywotnie.
- Dział IV (Porządek Bibliotece przepisany). Ustalał godziny otwarcia (od 17 do 20) oraz zasady udostępniania zbiorów (tylko i wyłącznie na miejscu).
- Dział V (Budżet Biblioteki). Opisywał szczegóły finansowania instytucji, zasady dokonywania zakupów książek (ma być dawane pierwszeństwo tym, które narodowość mieszkańców Wielkiego Księstwa Poznańskiego interesować mogą, a w ogólności moralnym, historycznym, technicznym, filologicznym przed książkami jedynie do zabawy służącymi i ulotnymi pismami).

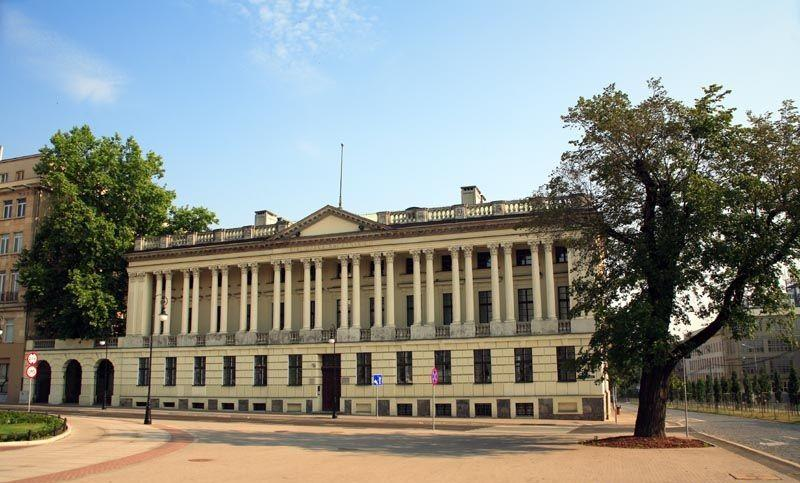
Gmach Biblioteki

Paragrafy końcowe dotyczą samego Raczyńskiego i jego rodziny, m.in. najmu mieszkania na pierwszym piętrze gmachu za cenę ustaloną z kuratorium.
Statut sporządzony w języku polskim i niemieckim został zatwierdzony 24 stycznia 1830 przez Fryderyka Wilhelma III. W toku funkcjonowania Biblioteki, wiele z zapisów zmieniano, co częstokroć kłóciło się z intencjami jego twórcy. Obecny statut jest już zupełnie inny, ale jego duch pokrywa się z założeniami Raczyńskiego.